# Svarožic
Svarožic nebo Svarožič (latinsky Zuarasiz, Zuarasici) je slovanský bůh. Jedná se o jediné božstvo, které se jasně objevuje jak v pramenech týkajících se východoslovanského tak polabského prostředí. Není ovšem vyloučené, že se mohlo jednat o dva různé bohy totožného jména.
Na západě byl ctěn polabskými Ratary jako hlavní kmenové božstvo, byl bohem války a jeho idol byl vystavena v chrámu v hradišti Riedegost. Podle Helmolda byl rozšířen také u Obodritů. Jeho souvislost s Radegastem, ratarským bohem z hradiště Retra zmiňovaným v pozdějších pramenech, je nejasná.
U Východních Slovanů byl bohem ohně nebo jen výrazem pro oheň samotný. Není doložena žádná jeho svatyně ani idol, nebyl ani mezi bohy známého Vladimírova panteonu v Kyjevě.
Jméno Svarožič je zpravidla vykládano jako patronymum – „syn Svarogův“, kvůli čemuž je někdy ztotožňován s Dažbogem, případně jako deminutivum – „malý Svarog“.

## Prameny
Nejstarší zmínka o Svarožičovi pochází z roku 1008 z dopisu misionáře Bruna z Quenfurtu císaři Jindřichovi II., který jej v souvislosti s Lutici nazývá Zuarasiz vel diabolus „Svarožič čili ďábel“, společně s ním jsou zmíněny také válečné zástavy. Jediným dalším autorem který jméno tohoto boha také uvádí je Dětmar z Mersburku ve své Kronice z počátku 11. století uvádí:
| „ | V kraji Ratarů stojí hrad jménem Riedegost. Je trojrohý, se třemi branami a obklopuje ho hluboký prales netknutý místními obyvali a ctěný s velikou úctou. Dvě brány se otevírají všem příchozím, třetí, nejmenší z nich, je obrácena k východu a vychází z ní stezka, která vede k nedalekému jezeru, jež na pohled budí děs. V hradu se nalézá jen jediná, ze dřeva umně zbudovaná svatyně, jež stojí na základech z rohů různých zvířat. Zvenku ji zdobí rozličné podobizny bohů a bohyň, podivuhodně vyřezané, jak se pozorovatelům jeví. Uvnitř pak stojí božstva vytvořená lidskou rukou, každé s vyrytým jménem, a jsou strašlivě oděna helmami nebo pancíři. Nejvyšší nese jméno Svarožic (Zuarasici) a především jej všichni pohané zbožňují a uctívají. Také [tam jsou uloženy] jejich zástavy používané pouze v případě válečné výpravy, kdy jedině mohou být vyneseny ven pěšími bojovníky. | “ |

Dětmar dále zmiňuje obětování zvířat i lidí a kněží, kteří dohlíží na zmíněné zástavy věštění pomocí posvátného Svarožičova koně pomocí losů, drnů a kopí, podobné způsobu jakým věštil Trihlavův kůň ve Štětíně a Svantovítův kůň v Arkoně. Také zmiňuje víru že v případě blížící se dlouhé války vylezá z jezera velký kanec s bílými kly a válí se v kališti.
Svarožič je také zmiňován s několika dalšími bohy ve východoslovanském kázání Slovo někojego christoljubca, revnitělja po pravoi věre, jež pochází z 11. či 12. století:
| „ | A věří v Peruna, v Chorse, v Sima i Rgla, v Mokoš a ve víly, kterých je, jak říkají prokletí a nerozumní, třicet sester, ty považují za bohyně a obětují jim – krávy jim porážejí a kuřata podřezávají; a modlí se k ohni, nazývajíce jej Svarožicem, a česnek bohům připravují, a když je u někoho hostina, tehdy ho kladou do věder a číší a pijí, veselíce se pro své modly.“ | “ |

Dále je pak zmiňován v o něco mladším Slovu svjatago Grigorъja, pravděpodobně z 12. století a v Slovu svjatago otca našeho Ioanna Zlatousta kde se uvádí že lidé obětují Svarožičovi a Artemidě kuřata a že mu lidé připíjejí v rozích a otáčí se přitom.
Mylně je někdy, například Janem Máchalem, také uváděna zmínka o Svarožičovi v Knýtlingasáze. V tomto případě se však jedná o koruptelu jména Svantovít.

## Hypotézy

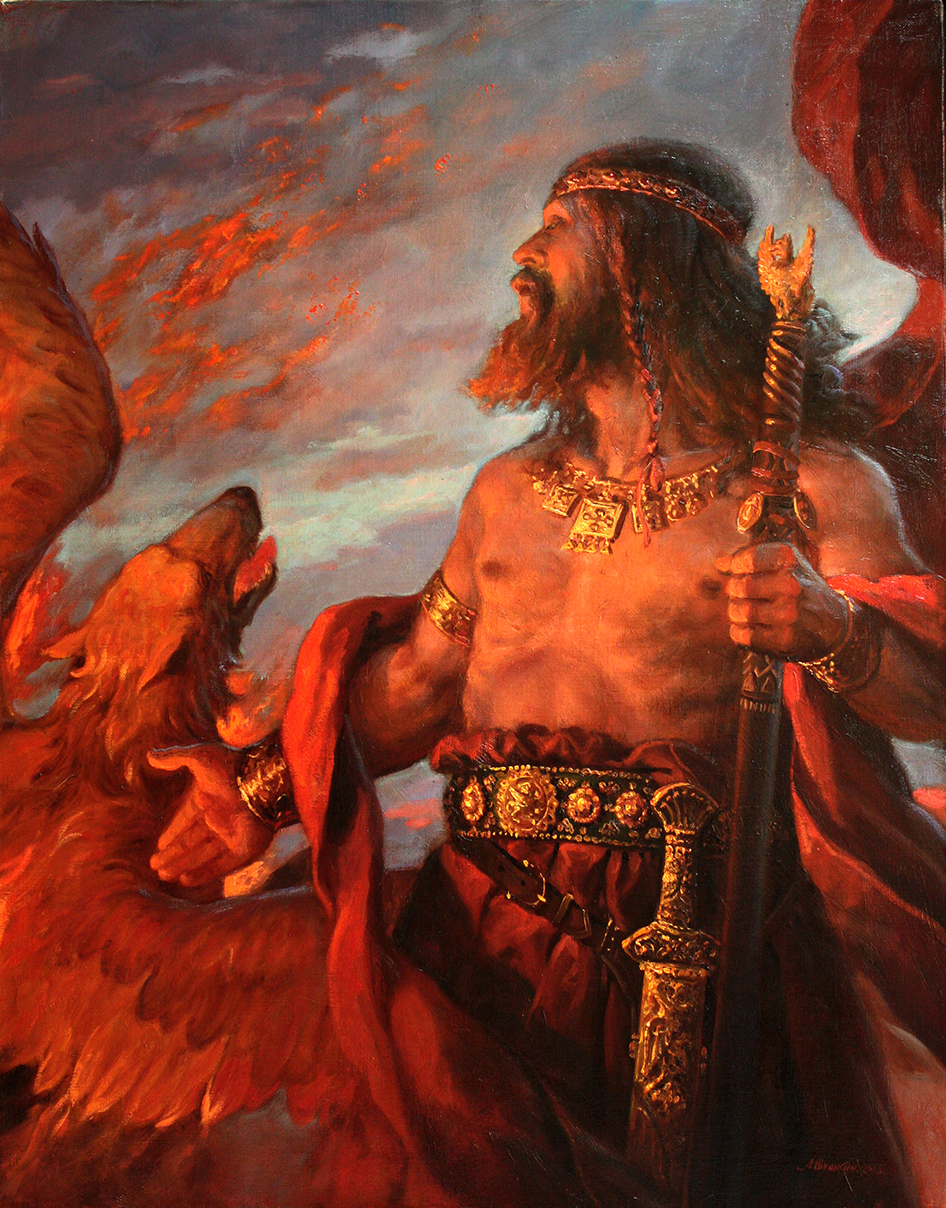
Simargl a Ogněbog od Andreje Šiškina

Dětmarovo Zuarasici bylo jako Svarožič interpretováno již Pavlem Josefem Šafaříkem v první polovině 19. století, který též toto božstvo ztotožnil se stejnojmenným božstvem ze staroruských kázání. Tento výklad je všeobecně přijímán, jediný kdo jej odmítl byl amatérský badatel Josef Růžička, který Zuarasici vyložil jako Lvarasic „lvokníže“ a Svarožice považoval za výmysl Lubora Niederleho.
Podle Michala Téry je Svarožič bohem ohněm analogickým védskému Agnimu, synem Svaroga. Totožnost Svarožiče s Dažbogem odmítá s ohledem na jejich společný výskyt ve Slovu svjatago otca našeho Ioanna Zlatousta a Svarožiče a prvního považuje za boha ohně, analogického védskému Agnimu, zatímco druhého za boha slunce analogického Súrjovi. Oba pak považuje za syny Svaroga – nebeského boha. Zároveň však polabského Svarožiče, stejně jako Svantovíta, považuje původně za hromovládné božstvo, tedy obdobu Peruna. Solární atributy tohoto boha vysvětluje jako spojení solární a hromovládné sféry, objevující se například ve slovanské lidové kultuře.
Zdeněk Váňa Svarožice a Dažboga ztototožňuje a považuje jej za jedno hlavních božstev společných všem slovanům, společně se Svarogem, Perunem a Velesem. Podle Jana Máchala je Svarožič zbožštělým hrdinou. Souhlasí také s Vatroslavem Jagićem že jméno Svarožič se dostalo do východoslovanského prostředí až jako ohlas ratarského Svarožiče a že jméno Svarog bylo vytvořeno až z něj učenou spekulací. Aleksander Brückner a Henryk Łowmiański odmítli výklad Svarožičova jména jako patronymika a pokládali jej spíše za deminutivum, jedná se tedy podle nich o „malého Svaroga“ – lokální formu nejvyššího nebeského boha.
Co se týče souvislosti Svarožiče s Radegastem tak v Dětmarově kronice sepsané v letech 1012 až 1018 je nejvyšší bůh Ratarů nazýván Svarožic a jméno jeho svatyně zní Riedigost. Až Adam Brémský, jenž psal přibližně od roku 1066 a čerpal z Dětmarova díla, nazývá nejvyššího boha Ratarů Riedigostem a jeho svatyni Retra. Toto jméno poté užíval i Helmold z Bosau a Saxo Grammaticus, také čerpající z kronik zmiňovaných dvou autorů. Hypotézy o souvislosti těchto dvou božstev lze nalézt v článku Radegast.